# Takatori Hideaki
Takatori Hideaki (japánul: 高取ヒデアキ, Tokió, 1967. március 4. – ) japán énekes, dalszerző és zeneszerző. Az aniszon zenei műfajban alkot.
1994-ben debütált énekesként a Weather Side zenekarban. 1998-ban a testvérével megalapította a COA együttest.